# 870

## Събития
- 4 март – Основаване на българска архиепископия (с едно стъпало по-ниско от патриаршия) на Осмия Вселенски събор
- 8 август – Съгласно Меерсенския договор Карл II Плешиви и Лудвиг Немски си поделят кралство Лотарингия
- Покръстване на Сърбия
- Малта е превзета от арабите
- Създадена е Чешката държава от славяните

## Родени
- Александър ІІІ, бъдещ император на Византия
- Роман I Лакапин, бъдещ император на Византия от 920 г.
- Цвентиболд, крал на Лотарингия

## Владетели
- Борис I (852 – 889), цар на България
- Василий I Македонец (867 – 886), император на Византия
- Борживой (867 – 888), княз на Чехия (Бохемия), покръстен от Св. Методий